# Chyptodes dejeanii
Chyptodes dejeanii är en skalbaggsart som först beskrevs av Thomson 1865.  Chyptodes dejeanii ingår i släktet Chyptodes och familjen långhorningar. Inga underarter finns listade i Catalogue of Life.